# Spinntronik

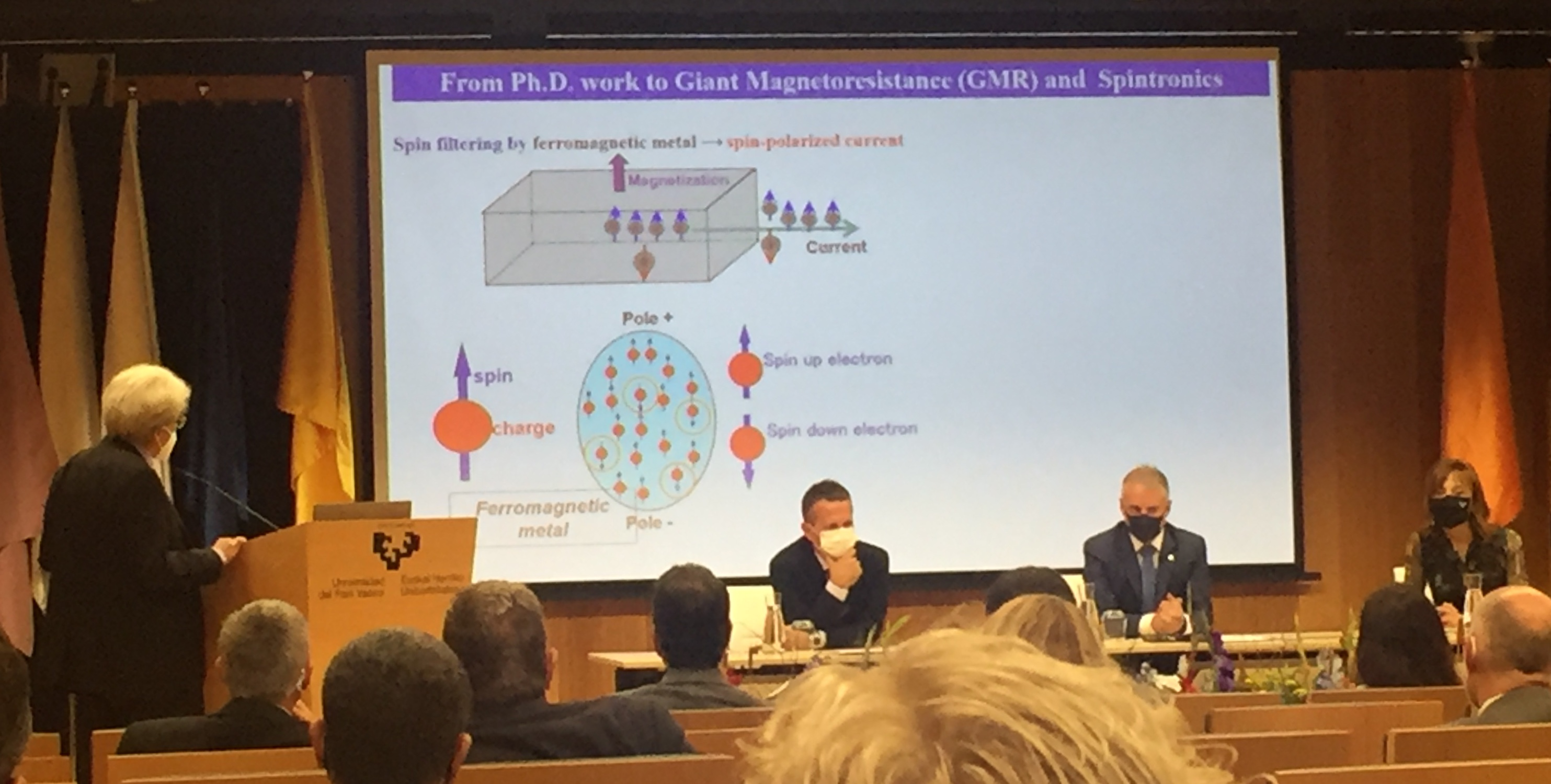
En presentation med Albert Fert om jättemagnetoresistans (GMR) och spinntronik.

Spinntronik (teleskopord för spinntransportelektronik), spinnelektronik, spintronics eller magnetoelektronik, är teknik som utnyttjar elektroners spinn för att åstadkomma mer än vanlig elektronik. Området spinntronik rör spinnladdningskoppling i metalliska system, medan de analoga effekterna i isolatorer faller inom området multiferroics.
Spinntronik skiljer sig fundamentalt från traditionell elektronik genom att utöver laddningstillstånd används elektronspinn som en ytterligare frihetsgrad, med inverkan på effektiviteten av datalagring och överföring. Spinntroniska system realiseras oftast i utspädda magnetiska halvledare (DMS) och Heusler-legeringar. De är av särskilt intresse inom området kvantberäkning och neuromorf beräkning, vilket leder till integrerade forskningskrav kring Hyperdimensional Computation. 

## Historik
Spinntronik uppstod från upptäckter på 1980-talet angående spinnberoende elektrontransportfenomen i solid-state-enheter. Detta inkluderar observationen av spinnpolariserad elektroninjektion från en ferromagnetisk metall till en normal metall av Johnson och Silsbee (1985) och upptäckten av jättemagnetoresistans oberoende av Albert Fert et al. och Peter Grünberg et al. (1988). Ursprunget till spinntronik kan spåras till ferromagnet/supraledare tunnelexperiment, som banade väg för av Meservey och Tedrow och initiala experiment på magnetiska tunnelkorsningar av Julliere på 1970-talet. Användningen av halvledare för spinntronik började med det teoretiska förslaget om en spin field-effect-transistor av Datta och Das 1990 och om den elektriska dipolspinnresonansen av Rashba 1960.
Nobelpriset i fysik 2007 tilldelades Albert Fert och Peter Grünberg för deras upptäckt av jättemagnetoresistans. Tillämpningar av detta fenomen har revolutionerat tekniken att läsa information från hårddiskar.

## Teori
Elektronens spinn är en inneboende rörelsemängd som är skild från rörelsemängden på grund av dess omloppsrörelse. Storleken på projektionen av elektronens spinn längs en godtycklig axel är {\displaystyle {\tfrac {1}{2}}\hbar }, vilket antyder att elektronen fungerar som en fermion av spinnstatistiksatsen. Liksom orbital vinkelmomentum har spinnet ett tillhörande magnetiskt moment, vars storlek uttrycks som 
{\displaystyle \mu ={\tfrac {\sqrt {3}}{2}}{\frac {q}{m_{e}}}\hbar }.
I ett fast ämne kan spinnen av många elektroner verka tillsammans för att påverka de magnetiska och elektroniska egenskaperna hos ett material, till exempel ge det ett permanent magnetiskt moment som i en ferromagnet.
I många material är elektronspinn lika närvarande i både upp- och nertillståndet, och inga transportegenskaper är beroende av spinn. En spinntronisk enhet kräver generering eller manipulation av en spinnpolariserad population av elektroner, vilket resulterar i ett överskott av spinn upp eller spinn ner elektroner. Polariseringen av vilken spinnberoende egenskap X som helst kan skrivas som
{\displaystyle P_{X}={\frac {X_{\uparrow }-X_{\downarrow }}{X_{\uparrow }+X_{\downarrow }}}}.
En nettospinnpolarisering kan uppnås antingen genom att skapa en jämviktsenergi som är uppdelad mellan spinn upp och ner. Metoder är att sätta ett material i ett stort magnetfält (Zeemaneffekten), utbytesenergin som finns i en ferromagnet eller att tvinga systemet ur jämvikt. Tidsperioden som en sådan icke-jämviktspopulation kan upprätthållas är känd som spinnlivslängden, {\displaystyle \tau }.
I en diffusiv ledare kan en spinndiffusionslängd definieras som det avstånd över vilket en icke-jämviktsspinnpopulation kan fortplanta sig. Spinnlivslängderna för ledningselektroner i metaller är relativt korta (vanligtvis mindre än 1 nanosekund). Ett viktigt forskningsområde ägnas åt att förlänga denna livslängd till tekniskt relevanta tidsskalor.

Ett diagram som visar ett spinn upp, spinn ner och den resulterande spinnpolariserade populationen av elektroner. Inuti en spinninjektor är polarisationen konstant, medan utanför injektorn avtar polarisationen exponentiellt till noll när populationerna med spinn upp och ner går till jämvikt.

Mekanismerna för sönderfall för en spinnpolariserad population kan i stora drag klassificeras som spinn-flip-spridning och spinnavfasning. Spinn-flip-spridning är en process inuti en fast substans som inte bevarar spinn, och kan därför växla ett inkommande spinn-upp-tillstånd till ett utgående spinn-ner-tillstånd. Spinnavfasning är den process där en population av elektroner med ett gemensamt spinntillstånd blir mindre polariserad över tiden på grund av olika hastigheter av elektronspinnprecession. I begränsade strukturer kan spinnavfasning undertryckas, vilket leder till spinnlivslängder på millisekunder i halvledarkvantprickar vid låga temperaturer.
Supraledare kan förstärka centrala effekter inom spinntronik som magnetoresistanseffekter, spinnlivslängder och avledningsfria spinnströmmar.
Den enklaste metoden för att generera en spinnpolariserad ström i en metall är att leda strömmen genom ett ferromagnetiskt material. De vanligaste tillämpningarna av denna effekt är enheter för jättemagnetoresistans (GMR). En typisk GMR-enhet består av minst två lager av ferromagnetiska material separerade av ett distansskikt. När de två magnetiseringsvektorerna för de ferromagnetiska skikten är inriktade, kommer det elektriska motståndet att vara lägre (så en högre ström flyter vid konstant spänning) än om de ferromagnetiska skikten är antiinriktade. Detta utgör en magnetfältssensor. 
Två varianter av GMR har tillämpats i enheter: (1) ström-i-plan (CIP), där den elektriska strömmen flyter parallellt med skikten och (2) ström-vinkelrät mot plan (CPP), där den elektriska strömmen flyter i en riktning vinkelrät mot skikten.
Andra metallbaserade spintronics-enheter:
- Tunnelmagnetoresistans (TMR), där CPP-transport uppnås genom att använda kvantmekanisk tunnling av elektroner genom en tunn isolator som separerar ferromagnetiska skikt.
- Spinnöverföringsmoment, där en ström av spinnpolariserade elektroner används för att styra magnetiseringsriktningen för ferromagnetiska elektroder i enheten.
- Spinnvågslogikenheter bär information i fasen. Interferens och spinnvågspridning kan utföra logiska operationer.

## Spinntronik-logiska enheter
Icke-flyktiga spinnlogiska enheter för att möjliggöra skalning studeras omfattande. Vridmomentbaserade logiska enheter som använder spinn och magneter för informationsbehandling har föreslagits. Dessa enheter är en del av ITRS utforskande färdplan. Logik-minnestillämpningar är redan (2011) i utvecklingsstadiet.En recensionsartikel från 2017 finns i Materials Today.
En generaliserad kretsteori för spinntroniska integrerade kretsar har föreslagits så att spinntransportens fysik kan användas av SPICE-utvecklare och därefter av krets- och systemkonstruktörer för att utforska spinntronik för "bortom CMOS-beräkning".

### Användning
Spinnventil, vilket används i hårddiskar och sensorer.
Läshuvuden på magnetiska hårddiskar är baserade på GMR- eller TMR-effekten.
Motorola utvecklade ett första generationens 256  kb magnetoresistivt slumpmässigt minne (MRAM) baserat på en enda magnetisk tunnelövergång och en enda transistor som har en läs/skrivcykel på under 50 nanosekunder. Everspin har sedan dess utvecklat en 4 Mb-version. Två andra generationens MRAM-tekniker är under utveckling: termisk växling (TAS) och spin-överföringsmoment (STT).
En annan konstruktion, racetrack memory, en ny minnesarkitektur som föreslagits av Dr. Stuart SP Parkin, kodar information i magnetiseringsriktningen mellan domänväggarna i en ferromagnetisk tråd.
Under 2012 fick man ihållande spinnhelixar av synkroniserade elektroner att bestå i mer än en nanosekund, en 30-faldig ökning jämfört med tidigare resultat och längre än varaktigheten av en modern processorklockcykel.

## Halvledarbaserade spinntroniska enheter
Dopade halvledarmaterial uppvisar utspädd ferromagnetism. Under de senaste åren (2013) har utspädda magnetiska oxider (DMO) som ZnO-baserade DMO:er och TiO2-baserade DMO:er varit föremål för många experimentella och beräkningsundersökningar. Icke-oxiderade ferromagnetiska halvledarkällor (som mangandopad galliumarsenid (Ga,Mn)As), ökar gränssnittsresistansen med en tunnelbarriär, eller med hjälp av varmelektroninjektion.
Spinndetektering i halvledare har behandlats med flera tekniker:
- Faraday/Kerr-rotation av transmitterade/reflekterade fotoner[31]
- Cirkulär polarisationsanalys av elektroluminescens[32]
- Icke-lokal spinnventil (anpassad från Johnson och Silsbees arbete med metaller)[33]
- Ballistisk spinnfiltrering[34]

Den senare tekniken användes för att övervinna bristen på spin-omloppsinteraktion och materialproblem för att uppnå spinntransport i kisel.
Eftersom externa magnetfält (och ströfält från magnetiska kontakter) kan orsaka stora Halleffekter och magnetoresistens i halvledare (som efterliknar spinnventileffekter), är det enda avgörande beviset för spinntransport i halvledare demonstration av spinprecession och avfasning i ett magnetfält som inte är kolineärt till den injicerade spinneffekten, kallad Hanleriktningen.

### Tillämpningar
Tillämpningar som använder spinnpolariserad elektrisk injektion har visat tröskelströmminskning och kontrollerbar cirkulärt polariserad koherent ljuseffekt. Exempel är halvledarlasrar. Framtida tillämpningar kan vara en spinnbaserad transistor som har fördelar jämfört med MOSFET-enheter som brantare undertröskellutning.
Magnettunneltransistor: Den magnetiska tunneltransistorn med ett enda basskikt har följande terminaler:
- Emitter (FM1): Injicerar spinnpolariserade heta elektroner i basen.
- Bas (FM2): Spinnberoende spridning sker i basen. Det fungerar också som ett spinnfilter.
- Collector (GaAs): En Schottky-barriär bildas vid gränssnittet. Den samlar bara in elektroner som har tillräckligt med energi för att övervinna Schottky-barriären, och när tillstånd är tillgängliga i halvledaren.

Magnetströmmen (MC) ges som:
{\displaystyle MC={\frac {I_{c,p}-I_{c,ap}}{I_{c,ap}}}}
Och överföringsförhållandet (TR) är
{\displaystyle TR={\frac {I_{C}}{I_{E}}}}
MTT lovar en mycket spinnpolariserad elektronkälla vid rumstemperatur.   

### Lagringsmedia
Antiferromagnetiska lagringsmedier har studerats som ett alternativ till ferromagnetism, speciellt eftersom med antiferromagnetiskt material bitarna kan lagras såväl som med ferromagnetiskt material. Istället för den vanliga definitionen 0 ↔ 'magnetisering uppåt', 1 ↔ 'magnetisering nedåt', kan tillstånden vara till exempel 0 ↔ 'vertikalt alternerande spinnkonfiguration' och 1 ↔ 'horisontellt alternerande spinnkonfiguration'.).
De viktigaste fördelarna med antiferromagnetiskt material är:
- okänslighet för dataskadande störningar av ströfält på grund av noll netto extern magnetisering,[40]
- ingen effekt på nära partiklar, vilket innebär att antiferromagnetiska anordningselement inte skulle magnetiskt störa dess närliggande element,[40]
- mycket kortare kopplingstider (antiferromagnetisk resonansfrekvens ligger i THz-området jämfört med GHz ferromagnetisk resonansfrekvens),[41]
- brett utbud av allmänt tillgängliga antiferromagnetiska material inklusive isolatorer, halvledare, halvmetaller, metaller och supraledare.[41]

Forskning pågår om hur man läser och skriver information till antiferromagnetisk spinntronik eftersom deras nettonollmagnetisering gör detta svårt jämfört med konventionell ferromagnetisk spintronik. I modern MRAM har detektering och manipulering av ferromagnetisk ordning av magnetfält till stor del övergivits till förmån för mer effektiv och skalbar läsning och skrivning med elektrisk ström. Metoder för att läsa och skriva information genom ström snarare än fält undersöks också i antiferromagneter eftersom fält ändå är ineffektiva. Skrivmetoder som för närvarande undersöks i antiferromagneter är genom spinnöverföringsmoment och spinnomloppsvridmoment från spinn Hall-effekten och Rashba-effekten. Läsning av information i antiferromagneter via magnetoresistanseffekter som tunnelmagnetoresistans undersöks också.